# Dan Peterman
Pour les articles homonymes, voir Peterman.
Dan Peterman né en 1960 à Minneapolis est un artiste plasticien contemporain étasunien. Il vit et travaille à Chicago.
Dérivés du Minimalisme sur le plan formel, les projets et sculptures de Dan Peterman sont l'expression de son travail sur des problèmes de la société postindustrielle, tels que la consommation, la surabondance, la pollution de l'environnement et le dénuement. Pour son travail de tendance interventionniste Chicago Compost Shelter, en 1988, Peterman devait couvrir un minibus de déchets biologiques. La chaleur dégagée par la fermentation du compost chauffant l'intérieur du véhicule, celui-ci pouvait servir de logis à des sans-abris.
Dan Peterman défend son œuvre en expliquant "qu'elle trouve son origine depuis des années dans l'observation des systèmes liés au fleuve de déchets qui est inévitablement produit par la société capitaliste, centrée sur la consommation. C’est là une recherche tout à la fois technologique, sociale, écologique, économique, sémiologique,politique, etc. (...) La complexité à laquelle (il est) confronté (l’) accule souvent à tâtonner à la recherche de points de référence entre le global et le local notamment" .